# Сільська адміністрація Ибирая Альтинсаріна
Сільська адміністрація Ибира́я Альтинса́ріна (каз. Ыбырай Алтынсарин ауылдық әкімдігі, рос. Ыбырай Альтынсарин сельская администрация) — адміністративна одиниця у складі Цілиноградського району Акмолинської області Казахстану. Адміністративний центр та єдиний населений пункт — село Ибирая Альтинсаріна.
Населення — 611 осіб (2021; 529 у 2009, 73 у 1999, 54 у 1989).
Станом на 1989 рік існувала Кіровська сільська рада (села Будьонне, Дорожнє (райавтодор), Кірово, Коянди, ЛПУ-10 (Зелене), ПЧЛ-2, Талапкер), селище Роз'їзд 96 перебувало у складі Косчекинської сільської ради. 1993 року Кіровська сільрада перетворена в Коктальський сільський округ (села Кажимукан, Коктал, Коянди, ЛПУ-10, Райавтодор, Талапкер, селище Роз'їзд 96). 2000 року утворено Талапкерський сільський округ (села Кажимукан, Коянди, Талапкер, селище Роз'їзд 96). 2024 року село Ибирая Альтинсаріна (колишнє селище Роз'їзд 96) утворило окрему сільську адміністрацію.